# Historias de Nueva York
New York Stories es una película ómnibus estadounidense de 1989. Está compuesta por tres historias que tienen como tema central la ciudad de Nueva York: Life Lessons (Apuntes al natural), dirigida por Martin Scorsese y escrita por Richard Price; Life Without Zoe (Vida sin Zoe), dirigida por Francis Ford Coppola y escrita por este junto a Sofia Coppola; y Oedipus Wrecks (Edipo reprimido), escrita y dirigida por Woody Allen.
Las críticas, por lo general, fueron positivas para Life Lessons y Oedipus Wrecks, pero no para Life Without Zoe.[cita requerida] Por ejemplo, Hal Hinson, del periódico The Washington Post dijo de la historia de Coppola: "es, de lejos, el peor trabajo del director hasta la fecha".

## Argumento

### Apuntes al natural
Lionel Dobie es un maduro pintor que se encuentra atrapado entre su pasión por el arte y el amor que siente por su sensual y joven asistente. Ha conseguido que ésta siga ocupando una habitación en su estudio pero parece imposible reanudar la relación.

### Vida sin Zoe
La pequeña Zoe pretenderá conseguir que sus padres, siempre ausentes, se reconcilien. La niña lleva una vida aburrida y millonaria hasta que, en el mismo día, dos acontecimientos lo cambian todo: descubre a su primer amigo, un príncipe árabe y el lujoso hotel en el que vive sufre el asalto de una peligrosa banda. 

### Edipo reprimido
Un mago hace desaparecer a la dominante madre de un abogado, pero la mujer reaparece en el cielo de Manhattan para seguir entrometiéndose públicamente en la vida de su hijo.

## Reparto
| Life Lessons - Nick Nolte - Lionel Dobie - Rosanna Arquette - Paulette - Steve Buscemi - Gregory Stark - Jesse Borrego - Reuben Toro - Peter Gabriel - él mismo - Illeana Douglas - Paulette's friend - Deborah Harry - niña en el Blind Alley | Life Without Zoë - Heather McComb - Zoë - Talia Shire - Charlotte - Giancarlo Giannini - Claudio - Don Novello - Hector - Adrien Brody - Mel - Chris Elliott - ladrón - Carmine Coppola - músico callejero - Carole Bouquet - Princesa Soraya | Oedipus Wrecks - Woody Allen - Sheldon Mills - Mae Questel - Madre - Mia Farrow - Lisa - Julie Kavner - Treva - George Schindler - Shandu, el mago - Larry David - mánager del teatro - Mike Starr - hardhat - Ira Wheeler - Mr. Bates - Kirsten Dunst - hija de Lisa |